# ポンチ (工具)

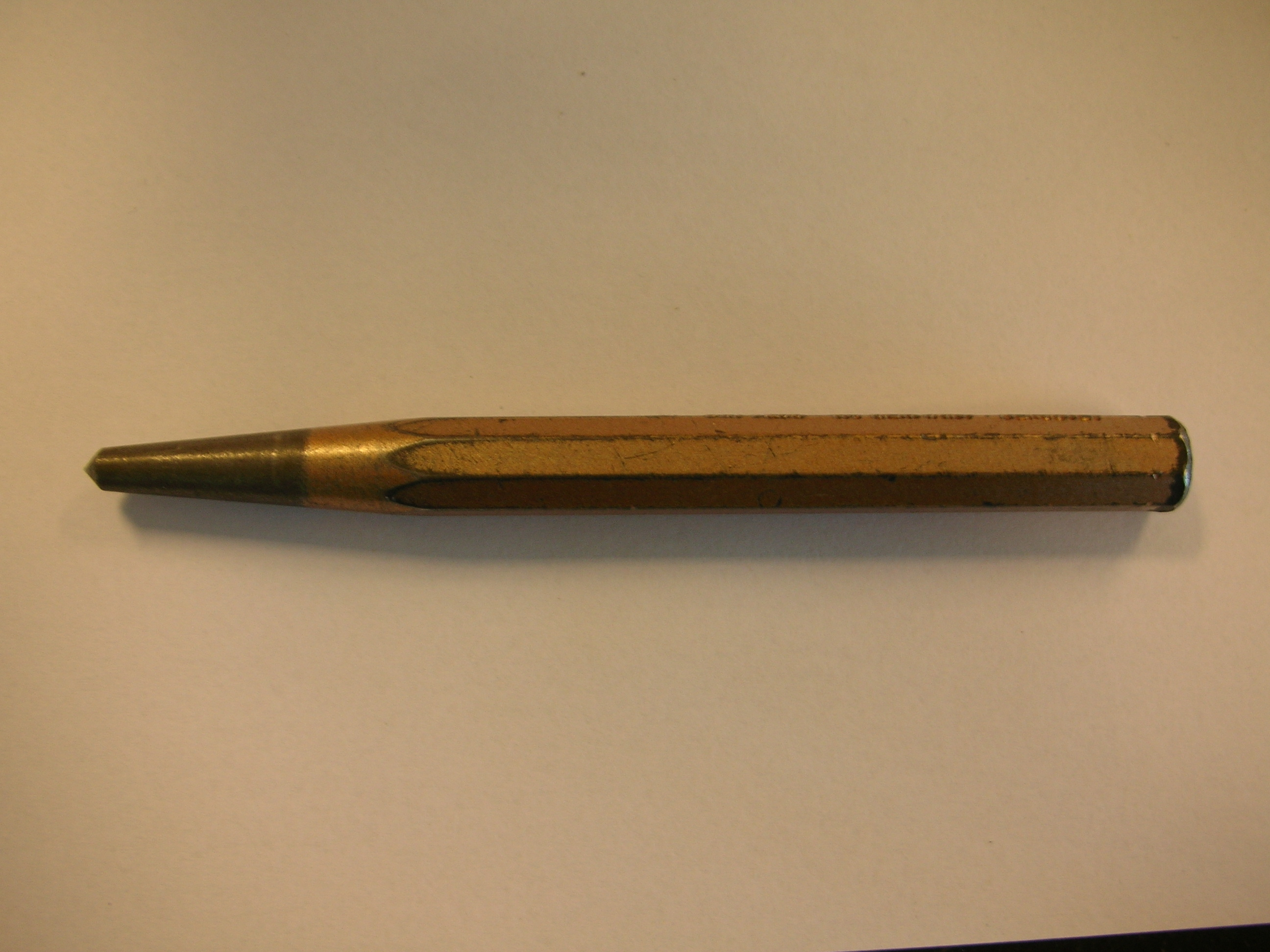
センター・ポンチ

ポンチ (英語: punch) またはセンター・ポンチ（Center punch）とは、ドリルで穴を開けようとする場合に、穴の中心を決めることとドリルの先端が逃げないようにマーキングするための工具のことである。
マーキングするため、先端が鉛筆の芯の先のように円錐形になっており、硬度の高い材質を用いている。

## 使用方法
1. 素材に穴をあけようとする位置に、けがき針でケガキする。
2. ポンチの先端でその中心に垂直に当て、ハンマーで中心がずれないように打ってマーキングする。